# メック (化学メーカー)
メック株式会社は、兵庫県尼崎市に本社を置く、電子基板向け薬品を製造する企業。

## 沿革
- 1969年5月 メック株式会社を設立。
- 2001年1月30日 大阪証券取引所ナスダック・ジャパン（現在のヘラクレス）上場。
- 2003年4月 東京証券取引所2部上場。
- 2007年3月 東京証券取引所1部指定替え。
- 2009年9月18日 大阪証券取引所ヘラクレス上場廃止。

## 社名の由来
- 機械(Machinary)、電気(Electronics)、化学(Chemical)の頭文字から命名。